# سيسل باول
سيسيل فرانك باول (بالإنجليزية: C. F. Powell)‏ (5 ديسمبر 1903 - 9 أغسطس 1969) هو فيزيائي بريطاني، جائز على جائزة نوبل في الفيزياء لتطويره الطرق الفوتوغرافية لدراسة العمليات النووية ولاكتشافه البيون.

## حياته وعمله

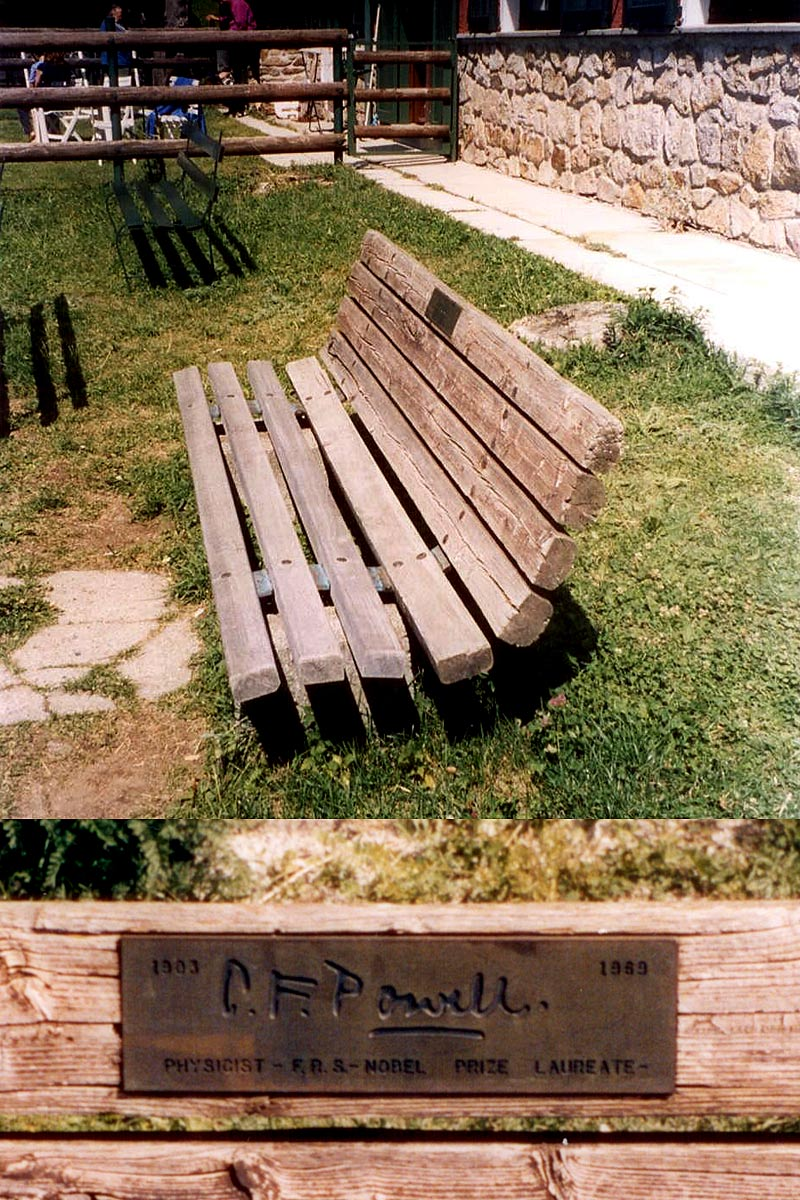
مقعد تذكاري ولوحة مخصصة لباول في موقع وفاته في سفوح جبال الألب بإيطاليا.

ولد باول في بلدة تونبريدج الواقعة في مقاطعة كنت الإنجليزية، وهو ابن لصانع أسلحة نارية صغيرة في بلدته. تعلم في المدرسة الابتدائية المحلية قبل أن يفوز بمنحة لمدرسة «جادّ» في تونبريدج أيضا. بعد هذا توجه للدراسة في «سيدني سوسيكس كوليج» وتخرج منها عام 1925 من قسم العلوم الطبيعية. ثم عمل في جامعة كامبريدج تحت اشراف تشارلز ويلسون وإرنست رذرفورد وعمل أبحاث على ظاهرة التكثيف وحصل على الدكتوراه في الفيزياء عام 1927.

## روابط خارجية
- سيسل باول على موقع الموسوعة البريطانية (الإنجليزية)
- سيسل باول على موقع مونزينجر (الألمانية)
- سيسل باول على موقع إن إن دي بي (الإنجليزية)